# Kapelle Groß Toitin

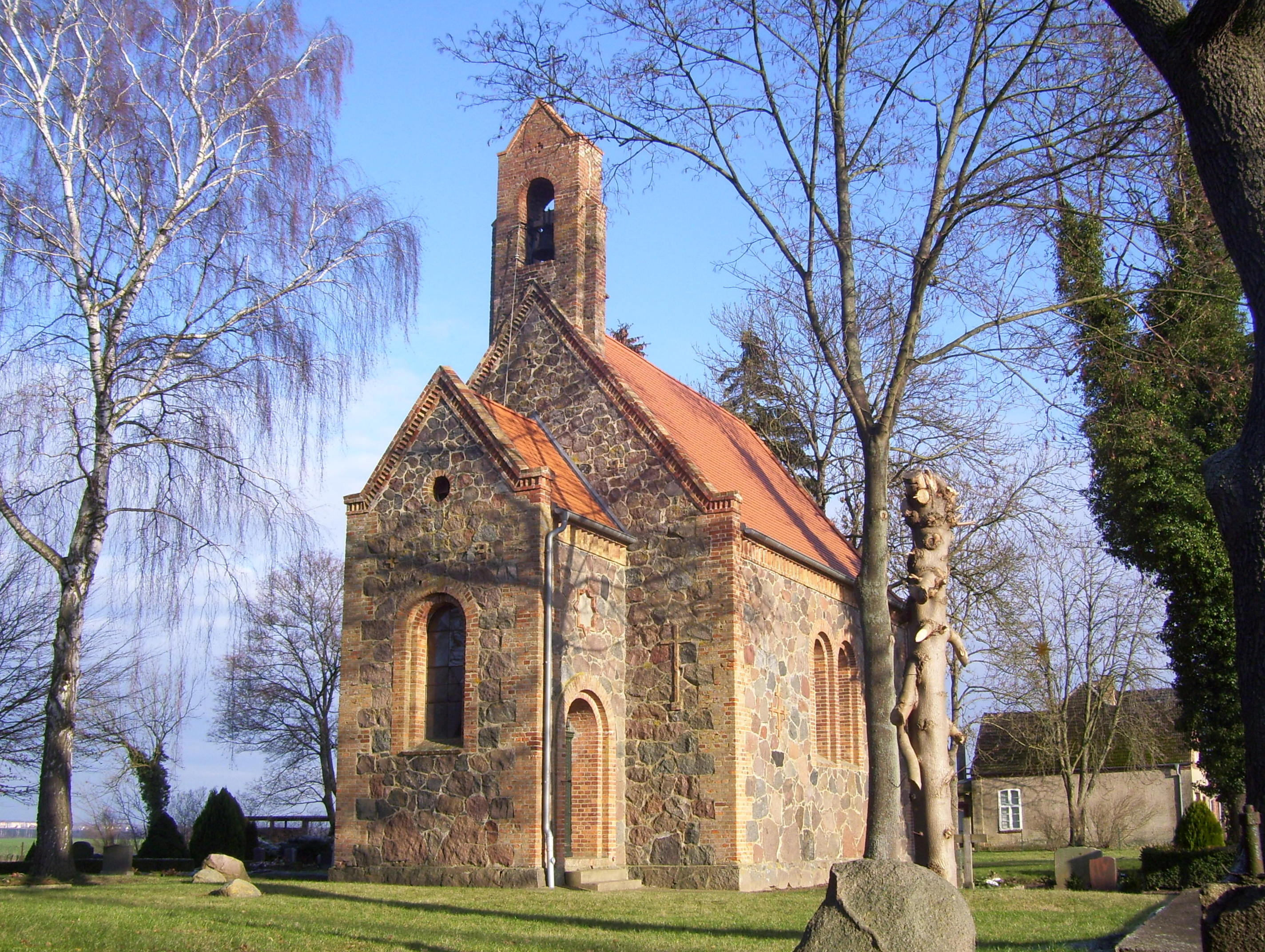
Kapelle Groß Toitin

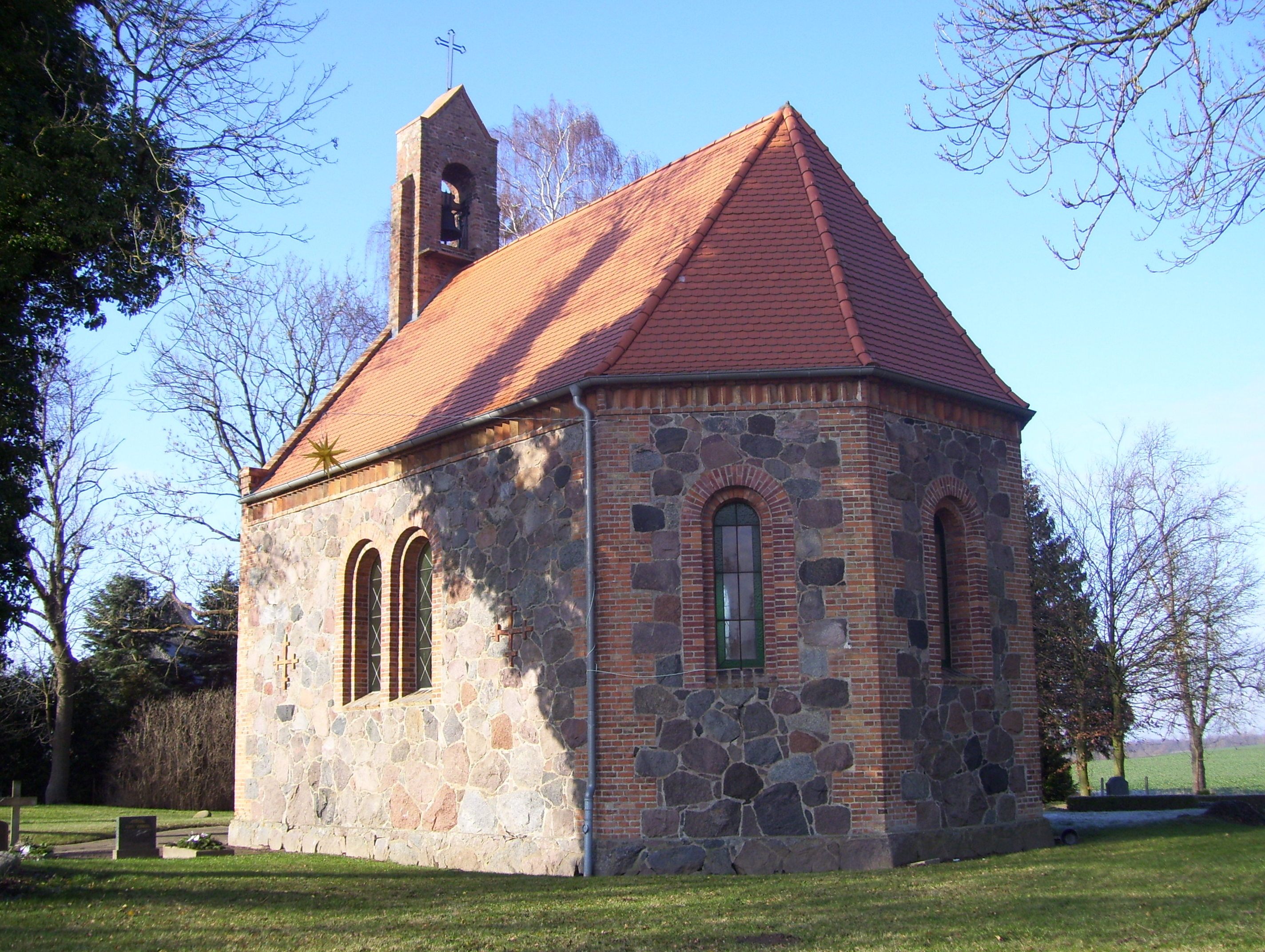
Ostgiebel

Die Kapelle Groß Toitin, auch als Kirche Groß Toitin bezeichnet, ist ein neoromanisches Kirchengebäude im Ortsteil Groß Toitin der Stadt Jarmen. Der Feldsteinbau wurde 1860 anstelle eines älteren Gebäudes errichtet. Die Kapelle gehört zur Kirchengemeinde Jarmen-Tutow in der Propstei Demmin im Pommerschen Evangelischen Kirchenkreis.
Mitglieder der niederadeligen Familien von Heyden und von Kruckow stifteten 1336 im zum Lehensbesitz derer von Heyden gehörenden Toitin eine Kapelle. Diese war den Heiligen Otto und Laurentius gewidmet. Da Toitin zur Jarmener Parochie gehörte, übernahm der Jarmener Pfarrer die Aufgabe, jährlich vier Messen in der Kapelle zu lesen, wofür er eine zusätzliche Abgabe erhielt. Das Kirchenpatronat lag beim Landesherrn, zuletzt wie bei der Jarmener Kirche beim preußischen König, der dieses vom Amt Klempenow verwalten ließ.
1860 ließ Woldemar von Heyden (1809–1871), als damaliger Besitzer des Gutes Groß Toitin – obwohl ohne Patronatsrecht – für den Erhalt des Gebäudes zuständig, die alte Kapelle durch einen Neubau ersetzen. In neuromanischen Formen wurde ein Saalbau aus sauber behauenen Feldsteinquadern errichtet, der einen dreiseitigen Abschluss nach Osten hat. Über dem Westgiebel befindet sich ein offener kleiner Glockenturm. Die Glocke wurde 1840 in der Werkstatt des Demminer Glockengießers F. Schünemann gefertigt. Vor dem Westgiebel befindet sich eine eingezogene Vorhalle mit Südportal. Über dem Portal wurde ein Putzstern aus Backstein angebracht. In Backstein sind auch die Kanten des Gebäudes, ein umlaufender Zahnfries sowie die Gewände und Rahmungen der Portale und Fenster gehalten.